# Jahrbuch für Liturgik und Hymnologie
Das Jahrbuch für Liturgik und Hymnologie (JLH) ist ein wissenschaftliches Periodikum mit Aufsätzen, Arbeitsberichten und Rezensionen zur Liturgiewissenschaft und Hymnologie aus evangelisch-lutherischer Perspektive in ökumenischem Horizont.
Es wird herausgegeben von einem derzeit (2019) achtköpfigen Herausgeberkreis in Verbindung mit der Internationalen Arbeitsgemeinschaft für Hymnologie, dem Interdisziplinären Arbeitskreis Gesangbuchforschung Mainz, dem Liturgiewissenschaftlichen Institut Leipzig und der Liturgischen Konferenz.
Die erste Ausgabe erschien 1955 in Verantwortung von Konrad Ameln, Christhard Mahrenholz und Karl Ferdinand Müller, damals im Johannes-Stauda-Verlag. Die Jahrgänge 1988–1994 erschienen im Lutherischen Verlagshaus. Seit 1995 gehört das Jahrbuch zum Verlagsprogramm von Vandenhoeck & Ruprecht.